# Elecciones generales de las Islas Cook de 1994
Elecciones generales tuvieron lugar en las Islas Cook el 24 de marzo de 1994 para elegir a 25 representantes para la Asamblea Legislativa. La elección fue una gran victoria para el Partido de las Islas Cook, el cual obtuvo 20 escaños. El Partido Alianza Democrática obtuvo tres escaños, y el Partido de Alianza recién establecido obtuvo dos.